# Mistrz FIDE
Mistrz FIDE – szachowy tytuł nadawany przez Międzynarodową Federację Szachową od roku 1978 dla mężczyzn (FM - od ang. FIDE Master), natomiast od 1980 - również dla kobiet (WFM - Woman FIDE Master). Jest tytułem niżej zaszeregowanym od tytułów arcymistrza i mistrza międzynarodowego. Początkowo zdobywany był na zasadach podobnych do pozostałych tytułów, po wypełnieniu określonych przez przepisy FIDE norm punktowych w turniejach międzynarodowych. Aktualnie jest tytułem, który można uzyskać po wniesieniu odpowiedniej opłaty. Jedynym warunkiem jest osiągnięcie na dowolnej liście rankingowej wyniku min. 2300 (2100 dla kobiet) punktów (tytuł otrzymać więc może również zawodnik, który w momencie jego nadania posiada ranking np. 2200 punktów, ale wymagany poziom osiągnął w przeszłości). Tytuł mistrza FIDE można również uzyskać za określone wyniki, np. za zdobycie mistrzostwa świata juniorów w kategoriach od 10 do 16 lat, bądź zdobycie mistrzostwa kontynentu juniorów w kategoriach od 10 do 18 lat.
Na liście rankingowej FIDE w dniu 1 stycznia 2007 roku tytuł mistrzyni FIDE posiadały 772 kobiety, zaś tytuł mistrza FIDE - 4706 mężczyzn (wśród Polaków - odpowiednio 23 i 95). Pierwszymi polskimi szachistami, którzy otrzymali te tytuły byli Rafał Marszałek i Waldemar Świć (1979), natomiast wśród kobiet - Agnieszka Brustman (1980).